# Звёздный путь: Скрытая граница
Звёздный путь: Скрытая граница (англ. Star Trek: Hidden Frontier (HF)) — фанатский фильм по вселенной «Звёздный путь». Созданный на цифровом видео, декорации шоу почти полностью виртуальны, с использованием процесса хромакей на зелёном экране для помещения актёров в виртуальные обстановки.
Действие сериала происходит после эпохи сериалов «Звёздный путь: Глубокий космос 9» и «Звёздный путь: Вояджер». Во вселенной он происходит после Войны Доминиона. Эпизоды вращаются вокруг звездолета «USS Excelsior» и его домашней базы «Глубокий космос 12», которая находится в Briar Patch, регионе космоса, представленном в фильме «Звёздный путь: Восстание».
«Скрытая граница» выпустил 50 эпизодов и фокусируется на отношениях персонажей, включая гомосексуальных и лесбийских персонажей и второстепенные сюжетные линии.
Продюсером «Скрытой границы» выступил Роб Кейвс, он шёл в течение семи сезонов и был спродюсирован волонтерами из Южной Калифорнии. Финальный эпизод сериала вышел в эфир в мае 2007 года. Два новых спин-оффа, «Звёздный путь: Одиссея» и «Звёздный путь: Хроники Елены», также спродюсированные Робом Кейвсом, происходят вскоре после окончания «Скрытой границы».

## Сюжет
Основанный на Briar Patch (Пространство Тикрита), представленном в «Звёздный путь: Восстание», на космической станции «Глубокий космос 12», на орбите планеты Ba'ku. Сериал следит за повседневной жизнью нескольких офицеров, служащих на борту станции, и нескольких кораблей, размещенных там. В начале сериала представлен продвинутый вид, Грей, который становится главным злодеем, с сюжетной линией, охватывающей весь сериал. Позже представлены второстепенные злодеи, включая андорианского торговца, а позже толианцев вместе с человеком по имени Сирок. Таинственные древние инопланетные артефакты становятся ключевым моментом сериала.
Экипаж взаимодействует со многими привычными видами из «Звёздного пути», включая андорианцев, Ba'ku, клингонов, ромуланцев, Сон'а и Ценкети.

## Актёры и съёмочная группа

### Основной состав
| Персонаж         | Актёр                             | Звание             | Комментарий                                                                           |
| ---------------- | --------------------------------- | ------------------ | ------------------------------------------------------------------------------------- |
| Иэн Куинси Нэпп  | Дэвид Дайал                       | Контр-адмирал      | Командир станции «Глубокий космос 12» (бывший командующий звездолёта «USS Excelsior») |
| Элизабет Шелби   | Риша Денни                        | Капитан            | Командир (бывший исполнительный офицер), «USS Excelsior»                              |
| Толиан Нарос     | Ларри Лаверн                      | Капитан            | Командир «USS Helena» (ранее старший офицер, «USS Excelsior»)                         |
| Доктор Хенглаар  | Джон Уайтинг                      | Лейтенант командер | Главный врач, «USS Excelsior»                                                         |
| Робин Лефлер     | Келли Джеймисон, Джоанна Буш      | Командер           | Исполнительный директор (бывший главный инженер), «USS Excelsior»                     |
| Мэтт Маккейб     | Уэйн Уэбб                         | Лейтенант          | Тактический офицер/начальник службы безопасности, «USS Excelsior»                     |
| Майра Элбрей     | Барбара Клиффорд                  | Лейтенант командер | Советник, «USS Excelsior»                                                             |
| Ро Невин         | Артур Боссерман, Бобби Куинн Райс | Лейтенант          | Главный научный сотрудник, «USS Excelsior»                                            |
| Кори Астер       | Дж.Т. Тепнапа                     | Лейтенант командер | Главный инженер (бывший помощник главного инженера), «USS Excelsior»                  |
| Джориан Дзен/Дао | Адам Браун                        | Лейтенант          | Тактик, «USS Helena» (бывший рулевой, «USS Excelsior»)                                |

### Известные повторяющиеся персонажи
| Персонаж          | Актёр                                                     | Звание                          | Комментарий                                                                          |
| ----------------- | --------------------------------------------------------- | ------------------------------- | ------------------------------------------------------------------------------------ |
| Глинн Бетрас      | Ребекка Вуд                                               | Кардассианский военный          | Кардассианский офицер-отступник на службе у Сирока                                   |
| Дженнифер Коул    | Дженнифер Коул                                            | Контр-адмирал                   | Командующий офицер, «USS Индепенден»                                                 |
| Джеймс Дарвин     | Клифф Гарднер                                             | Командер                        | Исполнительный директор, «Глубокий космос 12»                                        |
| Артим Ибанья      | Бо Кристиан Уильямс                                       | Энсин                           | Младший научный сотрудник, «USS Эксельсиор»                                          |
| Джозеф Джонс      | Майк Джонс                                                | Командер                        | Исполнительный директор, «USS Индепенден»                                            |
| Трея Кнапп        | Кристалл Уэрта, Нура Хадден, Лианна Спир, Джессика Лайонс | Без звания                      | Дочь адмирала Кнаппа                                                                 |
| Корг              | Карл Пудер                                                | Генерал клингонских сил обороны | Командующий клингонскими силами в Брайар-Пэтч                                        |
| Малек             | Джонатан Коннор-Фёрч, Джон Нельсон, Трэвис Сентелл        | Кардассианский военный          | Посол в Федерации                                                                    |
| Уильям Мартинес   | Энтони Диас, Дэн Краут                                    | Командер                        | Руководитель исследовательского центра Грей                                          |
| Джейсон Муньос    | Джейсон Муньос                                            | Лейтенант-Командер              | Командующий офицер, «USS Олимпус» (бывший исполнительный директор, «USS Эксельсиор») |
| Дженна Макфарланд | Эдрианн Ланж, Ребекка Вуд                                 | Лейтенант                       | Рулевой, «USS Эксельсиор»                                                            |
| Алинна Нечаева    | Рене Хуберсток                                            | Адмирал                         | Командующий операциями в Брайар-Пэтч                                                 |
| Сирок             | Джим Дэвис                                                | Без звания                      | Враг Толиана Нароса, зачинщика Толианской войны                                      |
| Майло Сургент     | Брэндон Стейси, Лоренцо Леонард                           | Лейтенант                       | Офицер-отступник Звёздного Флота на службе у Сирока                                  |
| Ворина            | Сьюзи Каплан, Джули Энн Гарднер                           | Без звания                      | Член Синдиката Ориона, работающий на Сирока                                          |

## Справочная информация
Сериал «Звёздный путь: Скрытая граница» дебютировал в 2000 году, ответвление фан-сериала «Voyages of the USS Angeles», созданного одноименным фан-клубом «Звёздного пути» в Южной Калифорнии. По юридическим причинам копии ограничены актёрским составом и съёмочной группой. Более ранние эпизоды сериала не доступны публике, и на веб-сайте клуба нет ссылок на шоу. «Скрытая граница» унаследовал место действия, станцию «Глубокий космос 12», и нескольких персонажей из сериала «Angeles», однако он создал свою собственную идентичность. Два более поздних эпизода HF использовали кадры, изначально снятые для «Angeles», которые так и не были выпущены.
Из-за расходов на производство сериал снимается в доме исполнительного продюсера с использованием техники матирования зелёного экрана для помещения актёров в «виртуальные» декорации. Часто вокруг актёров появляется легкий зелёный ореол, что некоторые зрители осуждают. Хотя техника и технические аспекты шоу могут быть не такими продвинутыми, как в других фан-фильмах, оно показывает прогресс в окружающей среде. Этот любительский веб-сериал содержит многоарковую сюжетную линию, выпуская не менее шести эпизодов в год. Другие постановки часто являются одноразовыми или выпускаются гораздо медленнее.
Большинство эпизодов выпускаются в низком разрешении из-за потенциальных юридических проблем. В настоящее время только пять (изначально шесть) эпизодов были выпущены в высоком качестве: специальный выпуск четвертого эпизода 1-го сезона «Два часа», премьера и финал 6-го сезона «Контрмеры», «Ее боевые фонари зажжены» (выпущены как в низком, так и в высоком разрешении, изменены в один обычный эпизод), премьера 7-го сезона «Тяжелые потери» и двухсерийный финал сериала.
Несколько ключевых ролей были заменены в течение семи лет. Персонаж Лефлер изначально играла Келли Джеймисон, позже её сыграла Джоанн Буш. Персонаж Ро Невин изначально играл Артур Боссерман, который покинул актёрский состав после пяти сезонов, чтобы заняться профессиональной карьерой в музыке. Эту роль снова взял на себя Бобби Райс.
Для 2-го и 3-го сезонов было выпущено по девять эпизодов каждый. Более поздние сезоны были сокращены до шести эпизодов, так как девять были слишком большой работой для добровольного состава и съёмочной группы. Сезон 7, последний сезон, состоит из восьми эпизодов. В сезоне 6 короткие фанфики Стива Бермана были адаптированы для памятной сцены в эпизоде «Бдение».
Музыкальная тема «Скрытой границы» взята из фильма «В поисках Галактики». Из-за короткого графика съёмок и низкого бюджета съёмочной группы музыка для большинства эпизодов HF была унаследована из саундтреков, принадлежащих Paramount (как «Звёздного пути», так и не «Звёздного пути»), таким образом, ограничивая потенциальные проблемы с авторскими правами одной студией. Оригинальные партитуры были созданы для последних четырёх эпизодов, когда несколько композиторов-фанатов сериала добровольно вызвались создать музыку.

## Связь с каноном «Звёздного пути»
- Элизабет Шелби появилась в двухсерийной истории TNG «Лучший из двух миров». Она также была представлена в серии романов «Звёздный путь: Новый рубеж».
- Робин Лефлер появилась в эпизодах TNG «Дармок» и «Игра». Она также была представлена в «Новом рубеже».
- Ро Невин - брат Ро Ларена, который покинул Звёздный флот, чтобы присоединиться к Маки.
- Капитан Маккензи Калхун из «Нового рубежа» появляется в «Vigil», которого играет Джеймс Коули. Его корабль, «USS Экскалибур», кратко появляется в «Perihelion» и «Vigil».
- Капитан Хикару Сулу и «USS Excelsior» появляются в «Yesterday's Excelsior».
- Уэсли Крашер появляется в «Echoes».
- Звездолёт «USS Дефайнс» показан в эпизоде TOS "Паутина толиан", а «Звёздный путь: Энтерпрайз» - в двухсерийной истории «В зеркале тёмном...», «Darkly в Voyage Of The Defiant».
- Артим Ибанья был представлен в фильме «Звёздный путь: Восстание».
- Кори Астер — двоюродный брат Джереми Астера, который появился в эпизоде TNG «Соединение».
- Алинна Нечаева четыре раза появлялась в TNG и дважды в DS9.
- Кира Нерис появляется в «Counttermeasures».
- Майя Стади — сестра лейтенанта Стади, которая появилась в премьерном эпизоде «Смотритель» сериала «Звёздный путь: Вояджер».

## Приём
Сериал был упомянут несколькими журналистами и новостными агентствами.

## Внешние ссылки
- Star Trek: Hidden Frontier website
- Archive of Chronicles series wiki encyclopedia
- Star Trek: Hidden Frontier (англ.) на сайте Internet Movie Database